# حدبة همبتون

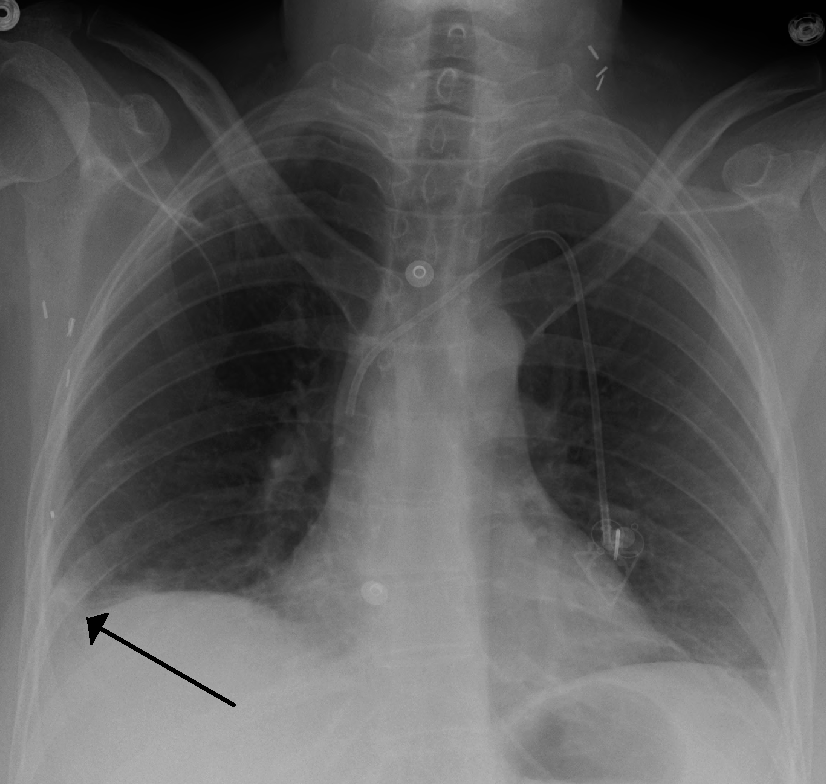
حدبة همبتون في شخص لديه انسداد رئوي أسفل الفص الأيمن.

حدبة همبتون أو سنام همبتون (بالإنجليزية: Hampton hump)‏ هي علامة إشعاعية تَظهر كعتامة ضحلة على شكل إسفين في محيط الرئة؛ حيث تتجه قاعدة الإسفين نحو السطح الجنبي للرئة. سُمّيت باسم أوبري أوتيس هامبتون، الذي وصف العلامة لأول مرة في عام 1940. قد تساعد حدبة هامبتون جنبًا إلى جنب مع علامة ويستر مارك في تشخيص الانسداد الرئوي، على الرغم من أنها نادرة الحدوث وحساسياتها وموثوقيتها منخفضة؛ إلا أنه إن وُجِدت العلامة في صورة ما، فهناك احتمال كبير أن يكون لدى الشخص انسداد رئوي، ولكن عندما تغيب العلامة، فلا يتم استبعاد الانسداد الرئوي.

## روابط خارجية
- ميدبكس: هامبتون سنام
- GMEP: هامبتون الحدب